# Cristopher Meléndez
Cristopher Aarón Meléndez Suazo (La Ceiba, Atlántida, Honduras; 25 de noviembre de 1997) es un futbolista hondureño. Juega como lateral derecho y su actual club es el Motagua de la Liga Nacional de Honduras.

## Trayectoria
Para el Torneo Apertura 2016 comenzó a alternar entre la reserva y el plantel profesional de Motagua, dirigido por Diego Martín Vásquez. Debutó como profesional el 8 de septiembre de 2016 durante un Superclásico contra Olimpia, el cual finalizó con derrota de 3 goles a 1.

## Estadísticas

### Clubes
| Motagua Honduras |                     |                     |     |   |   |    |    |     |     |   |
| 2016-17 | 1.ª                 | 6                   | 0   | - | - | -  | -  | 6   | 0   |   |
| 2017-18 | 1.ª                 | 7                   | 0   | - | - | 1  | -  | 8   | 0   |   |
| 2018-19 | 1.ª                 | 7                   | 0   | - | - | 1  | 0  | 8   | 0   |   |
| 2019-20 | 1.ª                 | 14                  | 0   | - | - | 2  | 0  | 16  | 0   |   |
| 2020-21 | 1.ª                 | 29                  | 2   | - | - | 7  | 0  | 36  | 2   |   |
| 2021-22 | 1.ª                 | 22                  | 2   | - | - | 5  | 0  | 27  | 2   |   |
| 2022-23 | 1.ª                 | 25                  | 1   | - | - | 4  | 0  | 29  | 1   |   |
| Total club | Total club          | 110                 | 5   | 0 | 0 | 20 | 0  | 130 | 5   |   |
| Lobos UPNFM Honduras | 2023-24             | 1.ª                 | 16  | 0 | - | -  | 0  | 0   | 16  | 0 |
| Lobos UPNFM Honduras | Total club          | Total club          | 16  | 0 | - | -  | 0  | 0   | 16  | 0 |
| Motagua Honduras | 2023-24             | 1.ª                 | 9   | 0 | - | -  | -  | -   | 9   | 0 |
| Motagua Honduras | 2024-25             | 1.ª                 | 30  | 0 | - | -  | 8  | 0   | 38  | 0 |
| Motagua Honduras | Total club          | Total club          | 39  | 0 | - | -  | 8  | -   | 47  | 0 |
| Total en su carrera | Total en su carrera | Total en su carrera | 151 | 5 | 0 | 0  | 28 | 0   | 193 | 5 |
| (1)Incluye Copa de Honduras y Supercopa de Honduras. (2)Incluye Liga de Campeones de la Concacaf (2018) y Liga Concacaf (2018, 2019). |                     |                     |     |   |   |    |    |     |     |   |

## Palmarés

### Campeonatos nacionales
| Título                | Club    | País     | Año  |
| --------------------- | ------- | -------- | ---- |
| Torneo Apertura       | Motagua | Honduras | 2016 |
| Torneo Clausura       | Motagua | Honduras | 2017 |
| Supercopa de Honduras | Motagua | Honduras | 2017 |
| Torneo Apertura       | Motagua | Honduras | 2018 |
| Torneo Clausura       | Motagua | Honduras | 2019 |
| Torneo Clausura       | Motagua | Honduras | 2022 |
| Torneo Apertura       | Motagua | Honduras | 2024 |